# Lee Hughes
Lee Hughes (Smethwick, 22 mei 1976) is een voormalig Engels betaald voetbal die onder andere bij Notts County als spits speelde.

## Carrière

### Lagere divisie en West Bromwich Albion
Toen Hughes Bristnall Hall High School, Old Buryin 1992 begon hij te spelen bij de lagere divisie club Kidderminster Harriers in de Conference National, terwijl hij nog parttime werkte als dakdekker. Ondanks dat Hughes 35x scoorde in het seizoen 96-97, slaagde Kidderminster er niet in om te promoveren. Het seizoen erop speelde hij, eerst op proef, bij West Bromwich Albion, dat onder leiding stond van Alan Buckley. Buckley dacht dat Hughes beter als rechtsbuiten kon spelen in plaats van spits, maar op de positie slaagde hij er niet in om indruk te maken, en na 157 wedstrijden voor Bromwich waarin hij 80 keer scoorde vertrok hij in 2001 voor een seizoen naar Coventry City alvorens een jaar later weer terug te keren bij West Bromwich Albion.

## Ongeluk
In 2003 veroorzaakte Hughes een auto-ongeluk waarbij een man om het leven kwam en een vrouw zwaargewond raakte. Hughes en zijn mede-passagier verlieten de plaats van het ongeval, maar gaven zichzelf 36 uur later aan bij de politie. Hughes werd schuldig bevonden aan het veroorzaken van de dood door gevaarlijk rijgedrag, en kreeg een gevangenisstraf van 6 jaar opgelegd, maar kwam al na 3 jaar vrij.